# Мария Елизавета Брауншвейг-Вольфенбюттельская
Мари́я Елизаве́та Бра́уншвейг-Во́льфенбюттельская (нем. Maria Elisabeth von Braunschweig-Lüneburg; 7 января 1638, Брауншвейг, Брауншвейг-Вольфенбюттель — 15 февраля 1687, Кобург, Саксен-Кобург) — принцесса из дома Вельфов, дочь Августа Младшего, герцога Брауншвейг-Вольфенбюттеля. Первым браком жена герцога Адольфа Вильгелма; в замужестве — герцогиня Саксен-Эйзенаха. Вторым браком жена герцога Альбрехта; в замужестве — герцогиня Саксен-Кобурга.

## Семья и ранние годы
Родилась 7 января 1638 года в Брауншвейге. Она была вторым ребёнком в семье герцога Брауншвейг-Люнебурга в Вольфенбюттеле Августа Младшего и его третьей жены Елизаветы Софии Мекленбург-Гюстровской, принцессы из Мекленбургского дома. По отцовской линии приходилась внучкой герцогу Брауншвейг-Люнебурга в Даннеберге, князю Люнебурга Генриху III и Урсуле Саксен-Лауэнбургской, принцессе из дома Асканиев. По материнской линии была внучкой герцога Мекленбург-Гюстрова Иоганна Альбрехта II и Маргариты Елизаветы Мекленбург-Гадебушской, принцессы из Мекленбургского дома.
Мария Елизавета имела полнородного брата Фердинанда Альбрехта, а также от второго брака отца единокровных сестёр Сибиллу Урсулу и Клару Августу и братьев Рудольфа Августа и Антона Ульриха.
Детство принцессы прошло при дворе в Вольфенбюттеле. Родители Марии Елизаветы позаботились о достойном образовании для всех своих детей, гувернёрами у которых были поэты Юстус Георг Шоттель и Зигмунд фон Биркен. Все отпрыски герцога обладали литературным талантом. Мария Елизавета писала религиозные медитации, сочиняла пьесы, вела духовные дневники. Кроме того она имела актёрский талант, в полной мере раскрывшийся в представлениях перед избранной публикой, которые её мать устраивала с участием детей в придворном театре.

## Первый брак
В Вольфенбюттеле 18 января 1663 года Мария Елизавета сочеталась браком с Адольфом Вильгельмом (14 мая 1632 — 22 ноября 1668), герцогом Саксен-Веймара, с 1662 года герцога Саксен-Эйзенаха. В браке у супругов родились пятеро сыновей:
- Карл Август (21 января 1664 — 14 февраля 1665), эрбгерцог Саксен-Эйзенаха, умер в младенческом возрасте;
- Фридрих Вильгельм (2 февраля 1665 — 3 мая 1665), эрбгерцог Саксен-Эйзенаха, умер в младенческом возрасте;
- Адольф Вильгельм (26 июня 1666 — 11 декабря 1666), эрбгерцог Саксен-Эйзенаха, умер в младенческом возрасте;
- Эрнст Август (28 августа 1667 — 8 февраля 1668), эрбгерцог Саксен-Эйзенаха, умер в младенческом возрасте;
- Вильгельм Август (30 ноября 1668 — 23 февраля 1671), с 1688 года герцог Саксен-Эйзенаха, умер в детском возрасте.

Адольф Вильгельм умер 21 ноября 1668 года, оставив Марию Елизавету, беременную их пятым ребёнком, который родился через девять дней после смерти отца и стал новым герцогом Саксен-Эйзенаха с рождения. Регентом при герцоге-младенце был его дядька Иоганн-Георг. Мальчик родился со слабым здоровьем и умер в возрасте двух лет.

## Второй брак
В Готе 18 июля 1676 года Мария Елизавета сочеталась вторым браком с Альбрехтом (24 мая 1648 — 6 августа 1699), герцогом Саксен-Готы с 1674 года, управлявшего герцогством совместно с братьями.
Вначале семейной жизни супруги жили во дворце в Зальфельде. После соглашений о разделе герцогства между братьями от 24 февраля 1680 года, 8 июня 1681 года и 24 сентября 1681 года муж Марии Елизаветы стал герцогом Саксен-Кобурга под именем Альбрехта III. В Кобурге им был построен дворец в стиле барокко, куда он переехал, вместе с женой. Мария Елизавета пользовалась большим влиянием на второго мужа. Оба увлекались музыкой и играли на музыкальных инструментах. Герцог собрал богатую библиотеку. Герцогиня в 1684 году открыла придворный театр. В  браке у супругов родился единственный ребёнок — Эрнст Август (1 сентября 1677 — 17 августа 1678), герцог Саксен-Кобурга, который умер в младенческом возрасте.
Мария Елизавета умерла в Кобурге 15 февраля 1687 года. После смерти герцогини, в 1698 году герцог Альбрехт вступил во второй морганатический брак с фрейлиной покойной жены и умер бездетным через год после свадьбы.